# Xian de Pingyuan (Guangdong)
Pour les articles homonymes, voir Pingyuan.
Le xian de Pingyuan (平远县 ; pinyin : Píngyuǎn Xiàn) est un district administratif de la province chinoise du Guangdong. Il est placé sous la juridiction de la ville-préfecture de Meizhou.

## Démographie
La population du district était de 247 738 habitants en 1999.

## Personnalité liée auxian
- Zeng Yangfu, homme politique du Kuomintang, est né dans le xian de Pingyuan en 1898.